# David di Donatello al millor vestuari
El premi David di Donatello al millor vestuari (en italià: David di Donatello per il miglior costumista) és un premi de cinema que anualment atorga l'Acadèmia del Cinema Italià (ACI, Accademia del Cinema Italiano) per reconèixer el destacat disseny de vestuari en una pel·lícula italiana estrenada l'any anterior a la cerimònia. El premi es va donar per primera vegada el 1981.

## Guanyadors
Els guanyadors del premi han estat:

### Anys 1981-1989
- 1981
  - Piero Tosi - La storia vera della signora delle camelie
  - Gabriella Pescucci - Tre fratelli
  - Luciano Calosso - Fontamara
- 1982
  - Gianna Gissi - Il marchese del Grillo
  - Luca Sabatelli - Nudo di donna
  - Enzo Bulgarelli - Bosco d'amore
- 1983
  - Gabriella Pescucci - Il mondo nuovo
  - Nicoletta Ercole - Storia di Piera
  - Lucia Mirisola - State buoni se potete
  - Lina Nerli Taviani - La notte di San Lorenzo
- 1984
  - Nanà Cecchi - I Paladini: Storia d'armi e d'amori
  - Ezio Altieri - Ballando ballando
  - Maurizio Millenotti - E la nave va
- 1985
  - Enrico Job - Carmen
  - Lina Nerli Taviani - Kaos
  - Mario Carlini - Uno scandalo perbene
- 1986
  - Danilo Donati - Ginger e Fred
  - Gino Persico - Un complicato intrigo di donne, vicoli e delitti
  - Aldo Buti - La venexiana
- 1987
  - Gabriella Pescucci - Il nome della rosa (Der Name der Rose)
  - Anna Anni i Maurizio Millenotti - Otello
  - Gabriella Pescucci - La famiglia
- 1988
  - James Acheson e Ugo Pericoli – L'últim emperador (The Last Emperor)
  - Nanà Cecchi - Gli occhiali d'oro
  - Carlo Diappi – Ulla negres
- 1989
  - Lucia Mirisola - 'O Re
  - Danilo Donati - Francesco
  - Gabriella Pescucci - Splendor

### Anys 1990-1999
- 1990
  - Gianna Gissi - Porte aperte
  - Milena Canonero e Alberto Verso - Mio caro dottor Gräsler
  - Maurizio Millenotti - La voce della luna
  - Danda Ortona - Scugnizzi
  - Graziella Virgili - Storia di ragazzi e di ragazze
- 1991
  - Lucia Mirisola - In nome del popolo sovrano
  - Odette Nicoletti - Il viaggio di Capitan Fracassa
  - Francesco Panni - Mediterraneo
  - Antonella Berardi - I divertimenti della vita privata
  - Lina Nerli Taviani - Il sole anche di notte
- 1992
  - Lina Nerli Taviani - Rossini! Rossini!
  - Enrica Barbano - Cattiva
  - Gianna Gissi - Il ladro di bambini
- 1993
  - Elisabetta Beraldo - Jona che visse nella balena
  - Lina Nerli Taviani - Fiorile
  - Sissi Parravicini - Magnificat
- 1994
  - Piero Tosi - Storia di una capinera
  - Maurizio Millenotti - Il segreto del Bosco Vecchio
  - Gabriella Pescucci - Per amore, solo per amore
- 1995
  - Olga Berluti - Farinelli, Il Castrato
  - Elisabetta Beraldo - Sostiene Pereira
  - Moidele Bickel - La reina Margot
- 1996
  - Jenny Beavan - Jane Eyre
  - Beatrice Bordone - L'uomo delle stelle
  - Luciano Sagoni - Celluloide
- 1997
  - Danilo Donati - Marianna Ucrìa
  - Patrizia Chericoni i Florence Emir - Nirvana
  - Lina Nerli Taviani - Le affinità elettive
  - Francesca Sartori - Il principe di Homburg
  - Alberto Verso - La tregua
- 1998
  - Danilo Donati - La vita è bella
  - Vittoria Guaita - Il testimone dello sposo
  - Maurizio Millenotti - Il viaggio della sposa
- 1999
  - Maurizio Millenotti - La leggenda del pianista sull'oceano
  - Gianna Gissi - Così ridevano
  - Gino Persico - Ferdinando e Carolina

### Anys 2000-2009
- 2000
  - Sergio Ballo - La balia
  - Alfonsina Lettieri - Canone inverso
  - Lucia Mirisola - La carbonara
- 2001
  - Elisabetta Montaldo - I cento passi
  - Maurizio Millenotti - Malèna
  - Odette Nicoletti - Concorrenza sleale
- 2002
  - Francesca Sartori - Il mestiere delle armi
  - Nanà Cecchi - I cavalieri che fecero l'impresa
  - Maria Rita Barbera - Luce dei miei occhi
  - Silvia Nebiolo - Brucio nel vento
- 2003
  - Danilo Donati - Pinocchio
  - Mario Carlini e Francesco Crivellini - Il cuore altrove
  - Elena Mannini - Un viaggio chiamato amore
  - Francesca Sartori - Prendimi l'anima
  - Andrea Viotti - El Alamein - La linea del fuoco
- 2004
  - Francesca Sartori - Cantando dietro i paraventi
  - Gemma Mascagni - Che ne sarà di noi
  - Elisabetta Montaldo - La meglio gioventù
  - Silvia Nebiolo - Agata e la tempesta
  - Isabella Rizza - Non ti muovere
- 2005
  - Daniela Ciancio - Il resto di niente
  - Maria Rita Barbera - La vita che vorrei
  - Catia Dottori - Cuore sacro
  - Gianna Gissi - L'amore ritrovato
  - Gemma Mascagni - Manuale d'amore
- 2006
  - Nicoletta Taranta – Romanzo criminale
  - Francesco Crivellini - La seconda notte di nozze
  - Annalisa Giacci - Fuoco su di me
  - Tatiana Romanoff - Il mio miglior nemico
  - Lina Nerli Taviani - Il caimano
- 2007
  - Mariano Tufano - Nuovomondo
  - Maurizio Millenotti - N - Io e Napoleone
  - Nicoletta Ercole - La sconosciuta
  - Mariarita Barbera - Mio fratello è figlio unico
  - Lina Nerli Taviani - La masseria delle allodole
- 2008
  - Milena Canonero - I Viceré
  - Ortensia De Francesco - Lascia perdere, Johnny!
  - Catia Dottori - Hotel Meina
  - Maurizio Millenotti - Parlami d'amore
  - Silvia Nebiolo, Patrizia Mazzon - Giorni e nuvole
  - Alessandra Toesca - Caos calmo
- 2009
  - Elisabetta Montaldo - I demoni di San Pietroburgo
  - Alessandra Cardini - Gomorra
  - Mario Carlini e Francesco Crivellini - Il papà di Giovanna
  - Daniela Ciancio - Il divo
  - Lia Morandini - Caravaggio

### Anys 2010-2019
- 2010
  - Sergio Ballo - Vincere
  - Luigi Bonanno - Baarìa
  - Lia Francesca Morandini - L'uomo che verrà
  - Gabriella Pescucci - La prima cosa bella
  - Alessandro Lai - Mine vaganti
- 2011
  - Ursula Patzak - Noi credevamo
  - Alfonsina Lettieri - Amici miei - Come tutto ebbe inizio
  - Nanà Cecchi - Christine Cristina
  - Francesca Sartori - La passione
  - Roberto Chiocchi - Vallanzasca - Gli angeli del male
- 2012
  - Lina Nerli Taviani - Habemus Papam
  - Rossano Marchi - La kryptonite nella borsa
  - Alessandro Lai - Magnifica presenza
  - Francesca Livia Sartori - Romanzo di una strage
  - Karen Patch - This Must Be the Place
- 2013
  - Maurizio Millenotti - La migliore offerta
  - Patrizia Chericoni - Educazione siberiana
  - Grazia Colombini - È stato il figlio
  - Alessandro Lai - Appartamento ad Atene
  - Roberta Vecchi e Francesca Vecchi - Diaz - Don't Clean Up This Blood
- 2014
  - Daniela Ciancio - La grande bellezza
  - Maria Rita Barbera - Anni felici
  - Alessandro Lai - Allacciate le cinture
  - Bettina Pontiggia - Il capitale umano
  - Cristiana Ricceri - La mafia uccide solo d'estate
- 2015
  - Ursula Patzak - Il giovane favoloso
  - Marina Roberti - Anime nere
  - Alessandro Lai - Latin Lover
  - Lina Nerli Taviani - Maraviglioso Boccaccio
  - Andrea Cavalletto - Torneranno i prati
- 2016
  - Massimo Cantini Parrini - Il racconto dei racconti - Tale of Tales
  - Gemma Mascagni - La corrispondenza
  - Mary Montalto - Lo chiamavano Jeeg Robot
  - Chiara Ferrantini - Non essere cattivo
  - Carlo Poggioli - Youth - La giovinezza (Youth)
- 2017
  - Massimo Cantini Parrini - Indivisibili
  - Cristiana Riccieri - In guerra per amore
  - Catia Dottori - La pazza gioia
  - Beatrice Giannini, Elisabetta Antico - La stoffa dei sogni
  - Cristina Laparola - Veloce come il vento
- 2018
  - Daniela Salernitano - Ammore e malavita
  - Massimo Cantini Parrini - Riccardo va all'inferno
  - Nicoletta Taranta - Agadah
  - Anna Lombardi - Brutti e cattivi
  - Alessandro Lai - Napoli velata
- 2019
  - Ursula Patzak - Capri-Revolution
  - Giulia Piersanti - Call Me by Your Name
  - Massimo Cantini Parrini - Dogman
  - Loredana Buscemi - Lazzaro felice
  - Carlo Poggioli - Loro

### Anys 2020-2029
- 2020
  - Massimo Cantini Parrini - Pinocchio
  - Nicoletta Taranta - 5 è il numero perfetto
  - Valentina Taviani - Il primo re
  - Daria Calvelli - Il traditore
  - Andrea Cavalletto - Martin Eden